# Социалистическа република Черна гора
Социалистическа република Черна гора (на сърбохърватски: Socijalistička republika Crna Gora, Социјалистичка република Црна Гора), съкратено СР Черна гора, е социалистическа държава, съставна страна на бивша Социалистическа федеративна република Югославия.
Предшественик е на днешната Черна гора.
На 7 юли 1963 г. Народна република Черна гора е преименувана на „Социалистическа република Черна гора“ (промяната е ратифицирана от федералната конституция и на новосъздадената черногорска конституция; и двете създадени през 1963). 
През 1991 г. Съюзът на комунистите на Черна гора си сменя името на Демократическа партия на социалистите на Черна гора, а след свободните избори думата „социалистическа“ отпада от името на републиката (ратифицирано от конституцията от 1992).